# 포르타 베네치아역
포르타 베네치아 역(이탈리아어: Porta Venezia)은 밀라노 지하철 1호선의 역이다. 1964년 11월 1일 1호선의 '세스토 마렐리' - '로토' 구간이 처음으로 개통하면서 문을 열었다.
포르타 베네치아 역은 밀라노 자연사박물관 근처에 있는 코르소 부에노스 아이레스의 포르타 베네치아에 있다.

## 환승
포르타 베네치아 역의 주요 환승 수단은 밀라노 포르타 베네치아 역이다. 밀라노 포르타 베네치아 역을 통해 밀라노 교외 철도 1호선, 2호선, 5호선, 6호선, 13호선으로 환승이 가능하다.
역 근처에 ATM이 운영하는 트램 정거장이 있다.
- 철도역 (밀라노 포르타 베네치아 역)
- 트램 정거장 (P.ta Venezia - V.le Tunisia, 5, 33번)
- 트램 정거장 (P.ta Venezia M1, 9번)

## 시설
이 역에는 다음과 같은 시설이 있다.
- 장애인 승객을 위한 접근 시설
- 에스컬레이터
- 승차권 자동판매기
- 역 감시카메라

## 같이 보기
- 밀라노 포르타 베네치아 역